# Creep (2004)
Creep (bra: Plataforma do Medo; prt: Creep - O Túnel do Medo) é um filme britânico de 2004, do gênero terror, escrito e dirigido por Christopher Smith.
Foi exibido pela primeira vez no Frankfurt Fantasy Filmfest, na Alemanha, em 10 de agosto de 2004.[carece de fontes?]
Mostra a história de uma mulher que, trancada à noite dentro do Metrô de Londres, é perseguida por um assassino horrivelmente deformado que vive nos esgotos subterrâneos.

## Sinopse
Kate (Franka Potente) acaba ficando presa numa estação de metrô em Londres, pois pegara no sono. Nessa noite, é ameaçada por uma estranha forma de vida.

## Elenco
- Franka Potente como Kate
- Vas Blackhood como George
- Ken Campbell como Arthur
- Jeremy Sheffield como Guy
- Paul Rattray como Jimmy
- Kelly Scott como Mandy
- Sean Harris como Craig

## Enredo
O enredo foi comparado ao filme Death Line (1972), que também se passava no Metrô de Londres e possuia um assassino canibal. O diretor Christopher Smith, que ainda não tinha visto Death Line, atribui sua inspiração para uma cena de Um Lobisomem Americano em Londres, que também se passa no Metrô de Londres.